# 澤西全科醫院
澤西全科醫院（英語：Jersey General Hospital）是澤西島上唯一的醫院，有219張床位。

## 科室
- 風濕病科
- 產科
- 嬰兒特別護理部
- 急症室
- 兒科
- 輔助生育（英语：Assisted reproductive technology）
- 皮膚科
- 捐血
- 耳鼻喉科
- 內窺鏡檢查
- 心臟科
- 牙科
- 營養科
- 藥房
- 腎病科
- 關節置換
- 記憶科
- 腦神經科
- 職業治療
- 疼痛診所
- 言語治療
- 深切治療部
- 放射科[2]

## 外部連結
- Hospital wards （页面存档备份，存于） - 澤西政府（英语：Government of Jersey）